# Perry (Georgia)
Perry ist eine City im Houston County und Peach County des US-Bundesstaates Georgia. Sie hat 20.624 Einwohner (Stand: Volkszählung 2020) und ist Teil der Metropolregion Warner Robins.

## Geschichte
Die 1823 unter dem Namen Wattsville eingerichtete Stadt lag in der Nähe des Zentrums von Houston County und diente als dessen Gerichtsgebäude. Der Name wurde bald geändert, um Commodore Oliver Hazard Perry, einen Helden des Krieges von 1812, zu ehren. Die Georgia General Assembly gründete die Stadt am 9. Dezember 1824. Die ursprüngliche Stadtgrenze war ein Kreis mit einem Durchmesser von einer Meile, außer dort, wo sie im Norden vom Big Indian Creek begrenzt wurde. Im 19. Jahrhundert war der Anbau von Baumwolle von Bedeutung.
Der Tourismus ist seit etwa 1920, als der U.S. Highway 41 nach Florida asphaltiert wurde, für die lokale Wirtschaft von großer Bedeutung. Das New Perry Hotel, das 1870 erbaut und 1925 wieder aufgebaut wurde, ist für viele Florida-Touristen ein Wahrzeichen. Das Stadtzentrum hat sein historisches Erbe hervorgehoben und verfügt über mehrere malerische Geschäfte und Restaurants.
Seit dem Zweiten Weltkrieg, als im nahe gelegenen Warner Robins der Luftwaffenstützpunkt Robins Air Force Base eingerichtet wurde, ist das Militär ein wichtiger Arbeitgeber in der Region.

## Demografie
Nach der Volkszählung von 2020 leben in Perry 20.624 Menschen. Die Bevölkerung teilte sich im selben Jahr auf in 55,2 % Weiße, 34,9 % Afroamerikaner, 0,2 % amerikanische Ureinwohner, 2,0 % Asiaten, 1,6 % andere und 5,9 % mit zwei oder mehr Ethnizitäten. Hispanics oder Latinos aller Ethnien machten 4,8 % der Bevölkerung aus. Das mittlere Haushaltseinkommen lag 2019 bei 49.219 US-Dollar und die Armutsquote bei 14,1 %.

## Söhne und Töchter der Stadt
- Caroline Love Goodwin O’Day (1875–1943), Politikerin, Vertreterin von New York im US-Repräsentantenhaus
- Courtney Hicks Hodges (1887–1966), General
- Sonny Perdue (* 1946), Politiker, Gouverneur von Georgia und US-Landwirtschaftsminister
- Ron Simmons (* 1958), Wrestler
- Deborah Roberts (* 1960), Fernsehjournalistin
- Michelle Nunn (* 1966), NGO-Geschäftsführerin und Politikerin
- Al Thornton (* 1983), Basketballspieler
- Casey Hayward (* 1989), American-Football-Spieler